# Kriegstetten
Kriegstetten är en ort och kommun i kantonen Solothurn i Schweiz. Det är huvudorten i distriktet Wasseramt.
Kriegstetten ligger på en slätt och genomflyts av bäcken Ösch.
Arkeologiska fynd visar att trakten var bebodd redan under romartiden. Orten omnämns först 1255 som Kriechsteiten och Krechsteiten. Namnet antas härröra från personnamnet Criach. Byn inlemmades 1466 i staden Solothurns välde.